# Naschestwije

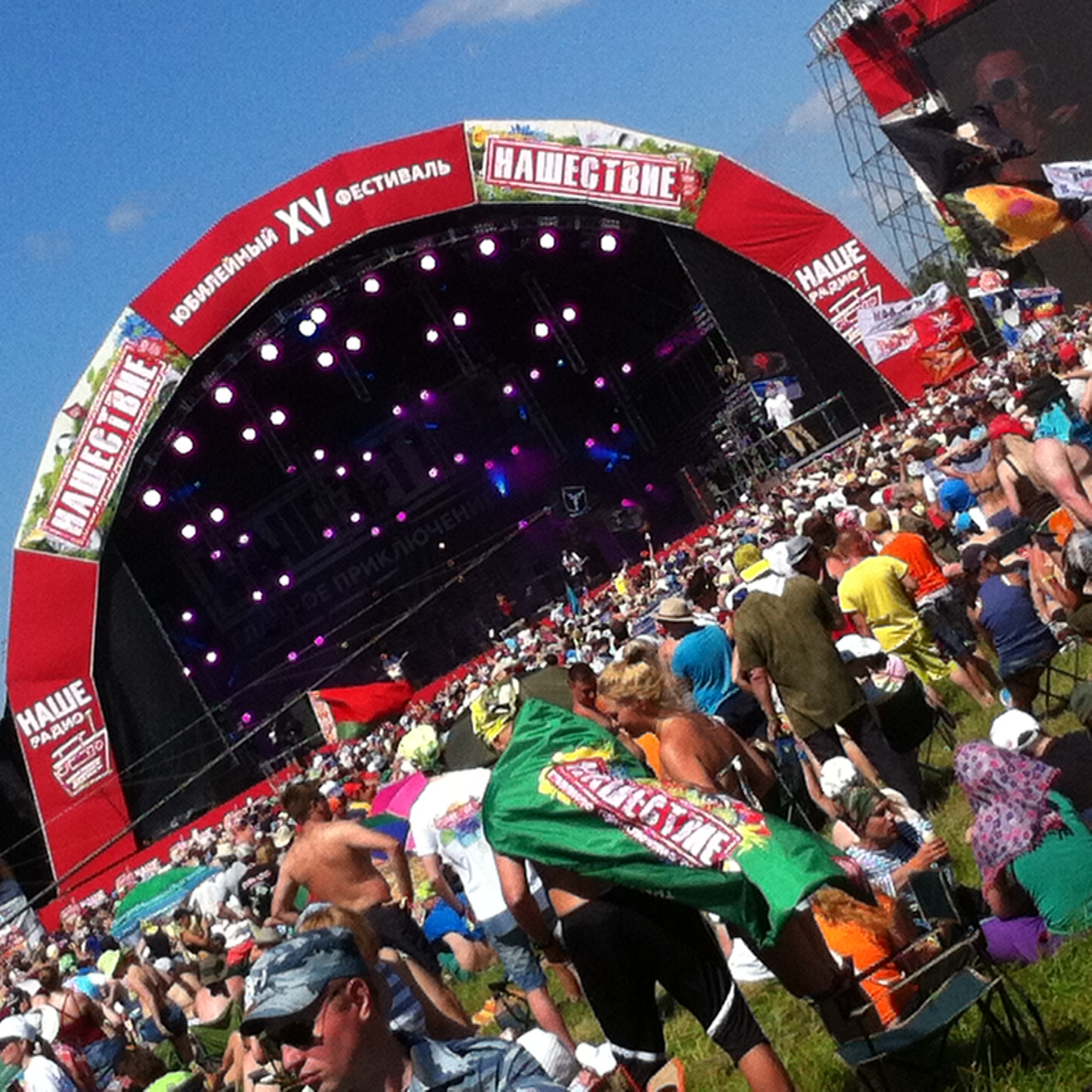
Naschestwije-Festival

Naschestwije (rus. Нашествие, dt. Invasion) ist ein russisches Rock-Festival.
Das Festival gehört zu den größten Musikfestivals Russland. Die Bands kommen ausschließlich aus Russland oder den ehemaligen Sowjetrepubliken und singen in Landessprache. Das Festival wurde 1999 erstmals auf Initiative des Moskauer Rocksenders Nasche Radio im Kulturpalast Gorbunow in Moskau-Filjowski Park abgehalten. Ab 2000 stellte man auf mehrtägigen Open-Air-Betrieb um, im Hippodrom in Ramenskoje konnten zunächst 60.000, bald schon über 100.000 Besucher gezählt werden.
Ab 2004 war Emmaus der Veranstaltungsort und seit 2009 ein größeres Gelände in Sawidowo in der Oblast Twer. Es werden nun bis 200.000 Besucher an drei Tagen gezählt.
Zu den Attraktionen des Festivals gehört eine Flugshow der militärischen Kunstfliegerstaffel. Seit 2013 hat das russische Verteidigungsministerium einen eigenen Bereich zur Ausstellung von Wehrtechnik.

## Bisherige Künstler (Auswahl)
Leningrad, SLOT, Arija, Korol i Schut, Splin, Agata Kristi, Piknik, Maschina Wremeni, BI-2, DDT, Aquarium, Zdob și Zdub, Tarakany!, Pelageja, Jelena, Hero